# António Nobre

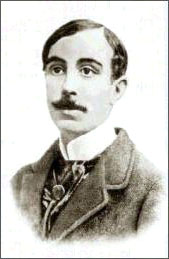
António Nobre.

António Pereira Nobre (Oporto, 16 de agosto de 1867 - Foz do Douro, 18 de marzo de 1900) fue un poeta portugués, uno de los más originales de su generación y representante del romanticismo tardío o postromanticismo. 

## Biografía
Miembro de una familia pudiente, nació en Oporto y pasó una infancia provinciana en Leça da Palmeira, un pueblo de pescadores donde su padre, antiguo emigrante en Brasil, poseía una casa, y en la Foz do Douro, en plena desembocadura del Duero. Estudió en los mejores colegios de Oporto y frecuentó los principales centros de su bohemia, conviviendo con figuras literarias como Raul Brandão y publicando en revistas como A Mocidade de Hoje (1883). En 1888 se marchó a Coímbra para estudiar leyes en su universidad y se instaló en la hoy famosa Torre de Anto. Fundó junto a Alberto de Oliveira la revista Boémia Nova, pero al suspender dos veces decidió marcharse a París en 1890 y allí se diplomó en Ciencias Políticas (1895) en la entonces llamada Escuela Libre de Ciencias Políticas; también conoció al cónsul Eça de Queirós, que era igualmente escritor y lo ayudará en lo sucesivo. De su experiencia parisina nació el libro que le ha dado la fama, Só ("Solo"), 1892 (2.ª ed. ampliada, 1898), en que el autor, al margen de la agitación literaria de la metrópoli francesa, vierte la saudade de su corazón desterrado. De este libro se ha escrito que, junto al Livro de Cesário Verde y quizá los Sonetos de Antero de Quental, se trata de la única contribución a la lírica universal del siglo XIX en Portugal. 
Vuelto a su patria, fue nombrado cónsul en Pretoria en 1893, pero aunque había sido admitido en la carrera diplomática con la segunda mejor nota después de su amigo Alberto de Oliveira y deslumbraba con sus dotes de conversador y su elegancia de dandy, tuvo que renunciar por su precaria salud: estaba enfermo de tuberculosis. Sus últimos años son de vagabundeo por diversos sanatorios en busca de una cura imposible (en 1896 partió para Suiza y de allí marchó a Funchal (isla de Madeira), Nueva York, Baltimore, donde visitó la tumba de Edgar Allan Poe, Londres, París y, en 1898, de nuevo a Funchal). Desengañado, volvió a la casa de su familia y falleció con apenas 32 años de edad en casa de su hermano Augusto Nobre, reputado biólogo marino, ministro de educación y profesor de la Universidad de Oporto. Póstumos aparecieron sus libros Despedidas (1902) y Primeros versos (1921), así como distintas entregas de un cada vez más crecido epistolario. 
Siguió con originalidad a Almeida Garrett y a Júlio Dinis en su amor a lo portugués y el estilo directo y coloquial, y a Jules Laforgue y Jean Moréas en el uso de un vocabulario simbolista y decadentista y el gusto por las sinestesias, con rítmicos paralelismos y repeticiones y una métrica muy variada. Por medio de un tono confesional e intimista y ocasionales toques de ironía rememora el paraíso perdido de sus lugares y personas conocidos en la infancia y experimenta la soledad, el paso del tiempo y la proximidad inevitable de la muerte en un enfermo desahuciado.

## Obras literarias
- Só (Paris: Léon Vanier Editeur, 1892; 2ª ed. revisada y aumentada Lisboa: Guillard, Aillaud e C.ª, 1898). Hay traducción al español: Solo, Ediciones Sequitur, 2009.
- Despedidas (1895 - 1899), Porto: Lello e Irmãos, 1902.
- Primeiros versos (1882 - 1889), Porto: Lello e Irmãos, 1921.
- Cartas Inéditas de António Nobre (1934)
- Cartas e Bilhetes Postais a Justino Montalvão (1956)
- Correspondência (Lisboa, 1967)
- Correspondência II (Lisboa, 1969)
- Correspondência com Cândida Ramos, texto, prólogo y notas de Mário Cláudio, Porto: Biblioteca Pública Municipal do Porto, 1982.
- Alicerces, seguido de Livro de Apontamentos, texto, prólogo y notas de Mário Cláudio, Lisboa: Imprensa Nacional / Casa da Moeda, 1983.